# Sierhiejewszczyzna
Sierhiejewszczyzna – dawny zaścianek. Tereny, na których był położony leżą obecnie na Białorusi, w obwodzie mińskim, w rejonie mołodeckim, w sielsowiecie Kraśne.

## Historia
W czasach zaborów w powiecie wilejskim, w guberni wileńskiej Imperium Rosyjskiego.
W latach 1921–1945 folwark a następnie zaścianek leżał w Polsce, w województwie wileńskim, w powiecie wilejskim, od 1927 roku w powiecie mołodeczańskim, w gminie Kraśne.
Według Powszechnego Spisu Ludności z 1921 roku zamieszkiwało tu 17 osób, wszystkie były wyznania rzymskokatolickiego i zadeklarowały polską przynależność narodową. Były tu 3 budynki mieszkalne. W 1931 w 3 domach zamieszkiwało 17 osób.
Wierni należeli do parafii rzymskokatolickiej i prawosławnej w Kraśnem. Miejscowość podlegała pod Sąd Grodzki w Krasnem i Okręgowy w Wilnie; właściwy urząd pocztowy mieścił się w Krasnem.
W wyniku napaści ZSRR na Polskę we wrześniu 1939 miejscowość znalazła się pod okupacją sowiecką. 2 listopada została włączona do Białoruskiej SRR. Od czerwca 1941 roku pod okupacją niemiecką. W 1944 miejscowość została ponownie zajęta przez wojska sowieckie i włączona do Białoruskiej SRR.